# Черв'яков Денис Володимирович
Денис Черв'яков (рос. Денис Червяков, нар. 20 квітня 1970, Ленінград) — російський хокеїст, що грав на позиції захисника.

## Ігрова кар'єра
Хокейну кар'єру розпочав на батьківщині 1990 року виступами за команду СКА (Ленінград).
1992 року був обраний на драфті НХЛ під 256-м загальним номером командою «Бостон Брюїнс». 
Протягом професійної клубної ігрової кар'єри, що тривала 12 років, захищав кольори команд «Бостон Брюїнс», СКА (Ленінград), «Старз» (Рига), «Лукко», «Ессят», «Таппара», «Вестерос» та «Ганновер Скорпіонс».
Загалом провів 2 матчі в НХЛ.

## Статистика
| Сезон        | Клуб                   | Ліга         | Регулярний сезон | Регулярний сезон | Регулярний сезон | Регулярний сезон | Регулярний сезон | Плей-оф | Плей-оф | Плей-оф | Плей-оф | Плей-оф |
| Сезон        | Клуб                   | Ліга         | І                | Г                | П                | О                | ШХ               | І       | Г       | П       | О       | ШХ      |
| ------------ | ---------------------- | ------------ | ---------------- | ---------------- | ---------------- | ---------------- | ---------------- | ------- | ------- | ------- | ------- | ------- |
| 1990–91      | СКА (Ленінград)        | СРСР         | 28               | 2                | 1                | 3                | 40               | —       | —       | —       | —       | —       |
| 1991–92      | «Старз» (Рига)         | СНД          | 14               | 0                | 1                | 1                | 12               | —       | —       | —       | —       | —       |
| 1992–93      | «Бостон Брюїнс»        | НХЛ          | 2                | 0                | 0                | 0                | 2                | —       | —       | —       | —       | —       |
| 1992–93      | «Атланта Найтс»        | ІХЛ          | 1                | 0                | 0                | 0                | 0                | —       | —       | —       | —       | —       |
| 1992–93      | «Провіденс Брюїнс»     | АХЛ          | 48               | 4                | 12               | 16               | 99               | —       | —       | —       | —       | —       |
| 1993–94      | «Провіденс Брюїнс»     | АХЛ          | 58               | 2                | 16               | 18               | 128              | —       | —       | —       | —       | —       |
| 1994–95      | «Провіденс Брюїнс»     | АХЛ          | 65               | 1                | 18               | 19               | 130              | 10      | 0       | 2       | 2       | 14      |
| 1995–96      | «Провіденс Брюїнс»     | АХЛ          | 64               | 3                | 7                | 10               | 58               | 4       | 1       | 0       | 1       | 21      |
| 1996–97      | «Кентуккі Торафблейдс» | АХЛ          | 52               | 2                | 11               | 13               | 78               | —       | —       | —       | —       | —       |
| 1997–98      | «Лукко»                | СМ-ліга      | 24               | 0                | 0                | 0                | 57               | —       | —       | —       | —       | —       |
| 1997–98      | «Ессят»                | СМ-ліга      | 2                | 0                | 0                | 0                | 2                | —       | —       | —       | —       | —       |
| 1997–98      | «Таппара»              | СМ-ліга      | 14               | 0                | 2                | 2                | 14               | 4       | 0       | 0       | 0       | 0       |
| 1998–99      | «Батон Руж Кінгфіш»    | ХЛСУ         | 4                | 1                | 3                | 4                | 16               | —       | —       | —       | —       | —       |
| 1998–99      | «Цинциннаті Сайклонс»  | ІХЛ          | 32               | 3                | 3                | 6                | 62               | —       | —       | —       | —       | —       |
| 1998–99      | «Портленд Пайретс»     | АХЛ          | 13               | 0                | 0                | 0                | 15               | —       | —       | —       | —       | —       |
| 1998–99      | «Орландо Солар Бірс»   | ІХЛ          | 12               | 0                | 2                | 2                | 39               | 9       | 0       | 0       | 0       | 16      |
| 1999–00      | «Вестерос»             | Елітсерія    | 33               | 0                | 2                | 2                | 136              | —       | —       | —       | —       | —       |
| 1999–00      | «Ганновер Скорпіонс»   | ДХЛ          | 14               | 0                | 2                | 2                | 22               | —       | —       | —       | —       | —       |
| 2000–01      | «Огаста Лінкс»         | ХЛСУ         | 52               | 0                | 6                | 6                | 51               | —       | —       | —       | —       | —       |
| Усього в НХЛ | Усього в НХЛ           | Усього в НХЛ | 2                | 0                | 0                | 0                | 2                | —       | —       | —       | —       | —       |